# Niševići
Niševići (cyr. Нишевићи) – wieś w Bośni i Hercegowinie, w Republice Serbskiej, w mieście Prijedor. W 2013 roku liczyła 672 mieszkańców.